# She MC
She MC (* 1978) ist eine deutsche Rapperin aus Süchteln.

## Biografie
She MC begann im Jahr 2003 mit Rap. Kurz darauf stieß sie auf die Rapformation Projektile Kru, welche die junge Rapperin in ihre Reihen aufnahm. Parallel dazu produzierte sie erste Beats. Als die Gruppe Projektile Kru aufgelöst wurde, gründete sie gemeinsam mit N-Jay, Sheila und Last Revaliation die Gruppe The God Mothers Of, kurz TGMO, welche ausschließlich aus weiblichen MCs bestand. Die Gruppe tourte durch ganz Deutschland. So kamen gemeinsame Auftritte mit Azad, Olli Banjo oder Pal One zu Stande. 2006 löste sich die Gruppe auf. In der Folgezeit war She MC seltener als Rapperin tätig. 2008 veröffentlicht sie das Musikvideo Der Puppenspieler in dem u. a. Wojna von Die Bandbreite oder auch MaximNoise mitwirkten.
2009 begannen die Aufnahmen zu ihren Debütalbum Shenesisch für Anfänger. Dieses erschien schließlich am 19. Februar 2010 über Rocking Ape Records und wurde hauptsächlich von Sven Ludwig (Faltmeister) produziert.

## Diskografie
- 2010: Shenesisch für Anfänger
- 2010: Haters Beste (Freedownload-EP)

### Musikvideos
- 2008: Der Puppenspieler
- 2010: Moderne Sklaven (feat. MaximNoise)
- 2010: Prinzessin (feat. Trip Tom (von KIM?) )